# Le Plessis-Grimoult
Le Plessis-Grimoult is een plaats en voormalige gemeente in het Franse departement Calvados in de regio Normandië en telt 145 inwoners (1999). De plaats maakt deel uit van het arrondissement Vire.

## Geschiedenis
De gemeente werd op 22 maart 2015 overgeheveld van het kanton Aunay-sur-Odon naar het kanton Condé-sur-Noireau, totdat de gemeente op 1 januari 2017 fuseerde met Aunay-sur-Odon, Bauquay, Campandré-Valcongrain, Danvou-la-Ferrière, Ondefontaine en Roucamps tot de commune nouvelle Les Monts d'Aunay. Deze gemeente maakt deel uit van het kanton Aunay-sur-Odon.

## Geografie
De oppervlakte van Le Plessis-Grimoult bedraagt 16,2 km², de bevolkingsdichtheid is 21,5 inwoners per km².
De onderstaande kaart toont de ligging van Le Plessis-Grimoult met de belangrijkste infrastructuur en aangrenzende gemeenten.

## Demografie
Onderstaande figuur toont het verloop van het inwonertal (bron: INSEE-tellingen).
Vanwege een beveiligingsprobleem met de MediaWiki Graph-software is het momenteel niet mogelijk deze grafiek weer te geven. Zodra de software is bijgewerkt zal de grafiek vanzelf weer zichtbaar worden.
Aunay-sur-Odon · Bauquay · Campandré · Danvou-la-Ferrière · Ondefontaine · Le Plessis-Grimoult · Roucamps · Valcongrain